# Cristian Tamayo
Pour les articles homonymes, voir Tamayo.
Tamayo  Saavedra est un nom espagnol. Le premier nom de famille, en général paternel, est Tamayo ; le second, en général maternel, souvent omis, est Saavedra.
Cristian Leandro Tamayo Saavedra, né le 21 mars 1991 à Palmira (département de Valle), est un coureur cycliste colombien, membre de l'équipe Medellín. Ancien pistard, il est classé dans la catégorie des sprinteurs.

## Biographie
Ses premiers résultats, il les acquiert sur les vélodromes du continent américain. Spécialiste de la vitesse, il obtient, notamment, deux années consécutives, le titre de champion panaméricain de la vitesse par équipes.
Puis il fait ses débuts dans les compétitions Élite du cyclisme sur route colombien, où ses qualités de pistard lui permettent d'imposer sa pointe de vitesse au peloton. De 2013 à 2015, il s'impose six fois ; ses victoires étant toutes obtenues à l'issue d'un sprint massif.
Par exemple, en novembre 2015, il dispute la Vuelta a Chiriquí, épreuve importante du calendrier panaméen, au sein de la formation Supergiros-Redetrans. Il remporte deux étapes, en disposant de ses contradicteurs lors de l'emballage final.
2016 n'est pas, de son propre aveu, une bonne saison. Membre de l'équipe Sonora-Dimonex, mise sur pied par Víctor Hugo Peña, il est plusieurs fois protagoniste dans des sprints massifs mais le Vallecaucano n'arrive pas à conclure victorieusement une seule fois. En 2017, il intègre la formation EBSA, dirigée par une autre légende du cyclisme colombien, Rafael Antonio Niño. Il a pour objectif de retrouver son niveau des années précédentes. Il commence sa saison en mars lors de la Clásica de Fusagasugá. Il voit comme principaux adversaires les "anciens" Jairo Salas, Jaime Castañeda ou Weimar Roldán et la nouvelle génération que représentent Álvaro Hodeg et Nelson Soto.
Il faut attendre le 6 avril 2024 pour voir le Vallecaucano remporter sa première course de l'UCI America Tour avec la deuxième étape de la Jamaica International Cycling Classic, gagnée au sprint. Il récidive le lendemain dans la troisième et dernière étape.

## Palmarès sur route
- 2009
  - 2e du championnat de Colombie sur route juniors
- 2013
  - 3e étape de la Clásica de Girardot
- 2014
  - 2e et 5e étapes du Clásico RCN
- 2015
  - 4e étape de la Vuelta al Valle del Cauca
  - 4e et 10e étapes de la Vuelta a Chiriquí
- 2017
  - 3e étape de la Clásica de Girardot
- 2023
  - 1re étape de la Vuelta al Valle del Cauca
- 2024
  - 2e et 3e étapes de la Jamaica International Cycling Classic

## Palmarès sur piste

### Championnats du monde
- Apeldoorn 2011
  - 16e de la vitesse par équipes (éliminé au tour qualificatif)[6].
  - 29e de la vitesse individuelle[7].

### Championnats du monde juniors
- Moscou 2009
  -  Médaillé de bronze de la vitesse juniors

### Championnats panaméricains
- Aguascalientes 2010
  -  Médaillé d'or de la vitesse par équipes (avec Fabián Puerta et Leonardo Narváez)
- Medellín 2011
  -  Médaillé d'or de la vitesse par équipes (avec Jonathan Marín et Fabián Puerta)
  -  Médaillé de bronze du keirin

### Jeux panaméricains
- Guadalaraja 2011
  -  Médaillé de bronze de la vitesse par équipes (avec Jonathan Marín et Fabián Puerta)

### Jeux sud-américains
- Medellín 2010
  -  Médaillé d'or de la vitesse individuelle
  -  Médaillé d'or de la vitesse par équipes (avec Leonardo Narváez et Fabián Puerta)
  -  Médaillé d'argent du keirin

### Jeux d'Amérique centrale et des Caraïbes
- Mayagüez 2010
  -  Médaillé d'argent de la vitesse par équipes (avec Leonardo Narváez et Fabián Puerta)
  -  Médaillé de bronze de la vitesse individuelle

### Championnats panaméricains juniors
- 2007
  -  Médaillé d'or de la vitesse par équipes juniors (avec Samir Cambindo et Marzuki Mejía)

### Championnats de Colombie
- Juegos Nacionales Cali 2008
  -  Médaillé d'or de la vitesse par équipes (avec Hernán Sánchez et Samir Cambindo) des XVIII Juegos Deportivos Nacionales[8].
- Bogota 2011
  -  Médaillé d'or de la vitesse par équipes (avec Jonathan Marín et Rubén Darío Murillo)[9].
  -  Médaillé d'argent du keirin[10].
  -  Médaillé d'argent de la vitesse individuelle[11].
- Medellín 2014
  -  Médaillé de bronze de la poursuite par équipes (avec Jarlinson Pantano, Juan Martín Mesa et Dalivier Ospina)[12].
- Medellín 2016
  -  Médaillé de bronze de la vitesse par équipes (avec Samir Cambindo et Kevin Quintero)[13].
- Cali 2018
  -  Médaillé d'or de la course scratch[14].
- Cali 2019
  -  Médaillé d'argent de la vitesse par équipes (avec Kevin Quintero et Samir Cambindo)[15].
  -  Médaillé de bronze du keirin[16].
- Juegos Nacionales Cali 2019
  -  Médaillé de bronze de la vitesse par équipes des XXI Juegos Deportivos Nacionales (avec Kevin Quintero et Samir Cambindo)[17].